# Léonie est en avance ou Le Mal joli
Pour les articles homonymes, voir Léonie.
 (septembre 2016).
Si vous disposez d'ouvrages ou d'articles de référence ou si vous connaissez des sites web de qualité traitant du thème abordé ici, merci de compléter l'article en donnant les références utiles à sa vérifiabilité et en les liant à la section « Notes et références ».

Léonie est en avance ou Le Mal joli est une pièce de théâtre écrite par Georges Feydeau à la fin du XIXe siècle. Cette comédie est jouée très souvent. Elle a été créée sur la scène de la Comédie Royale, le 9 décembre 1911.

## Argument
Léonie, une jeune femme enceinte, fait son entrée avec son mari ; elle souffre et à cause de cela s'acharne sur son mari Toudoux. Elle ne lui laisse aucun répit jusqu'à l'arrivée de sa mère qui la soutiendra tant qu'elle peut. Léonie raconte son rêve de la veille à sa mère ; son mari doit exécuter ses caprices dont l'un consiste à reproduire son rêve dans la réalité :  Léonie lui impose de se mettre un pot de chambre sur la tête. Toudoux s'en défend, puis s'exécute. 
Plus tard, arrive le père de Léonie qui ne sait que faire ; la sage-femme lui ordonne de rester dans le salon. On apprend que Léonie a fait une grossesse nerveuse et que, comme le dit la sage-femme : « C’est à recommencer, mon pauvre monsieur ! Il y a maldonne ! ». La mère et le père de Léonie s'en prennent à Toudoux, qu'ils rendent responsable de cette issue fâcheuse.

## Distribution à la création
- Toudoux : Marcel Simon
- De Champrinet : Colombey
- Mme Virtuel : Brigide Daynes-Grassot
- Léonie : Rosny-Derys
- Mme de Champrinet : Suzanne Avril
- Clémence : Hélyane